# St. Peter und Paul (Gräfenbuch)

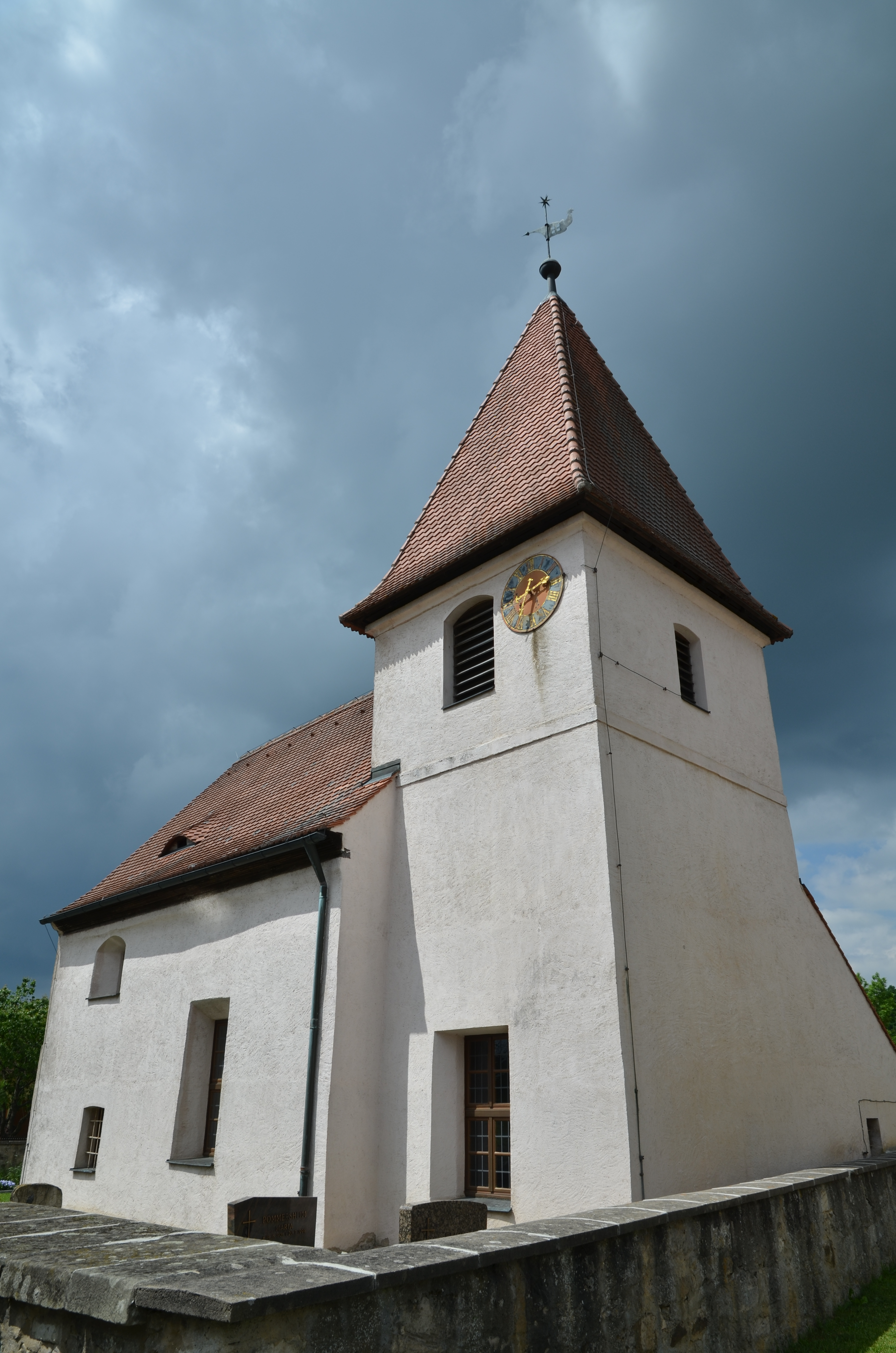
St. Peter und Paul, Südseite

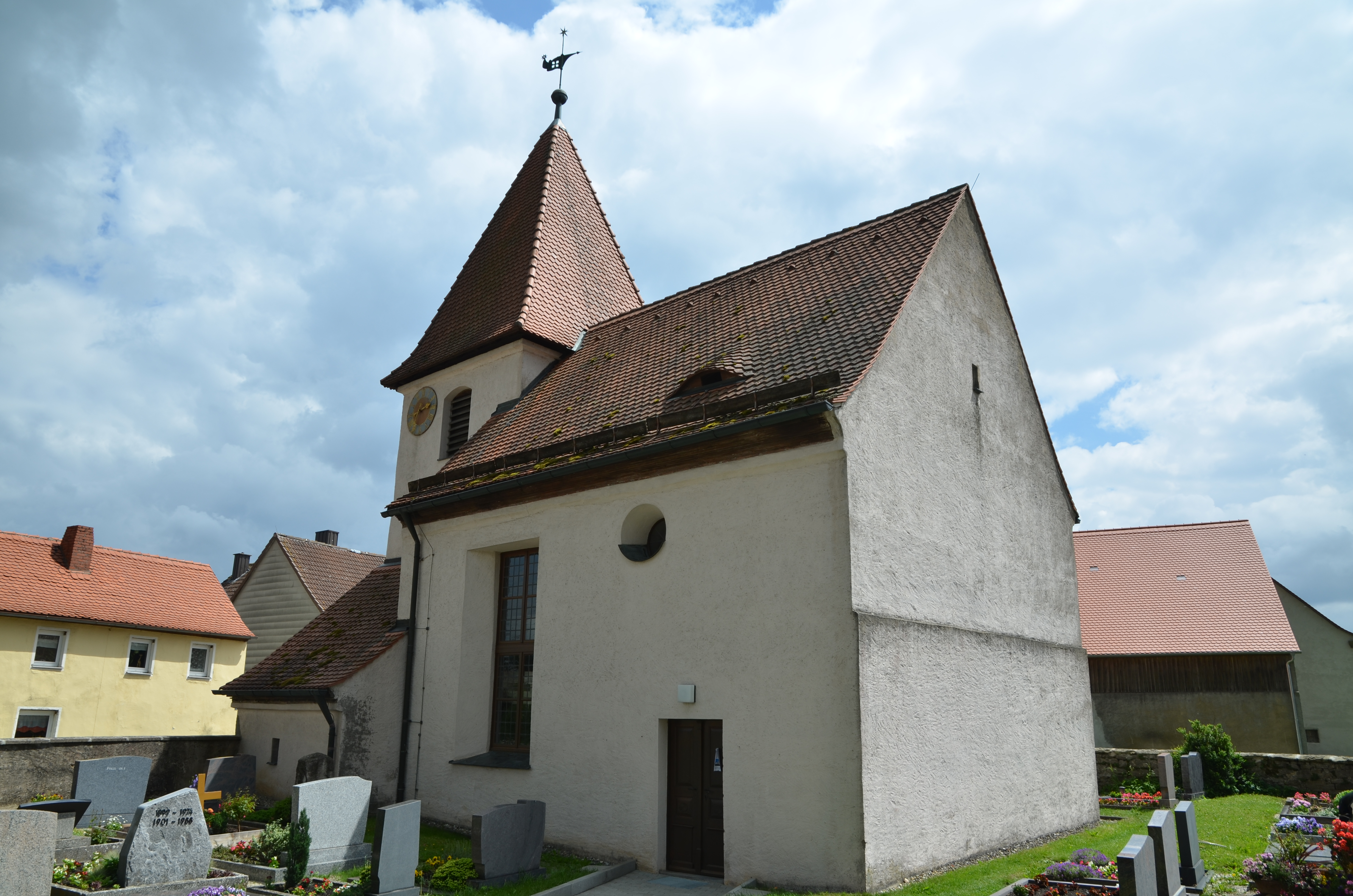
Nordseite

St. Peter und Paul ist eine nach den Aposteln Petrus und Paulus benannte evangelisch-lutherische Kirche in Gräfenbuch (Dekanat Ansbach).

## Kirchengemeinde
St. Peter und Paul wurde 1430 erbaut und 1431 geweiht. Sie war von Anbeginn eine Filiale von St. Margaretha (Lehrberg). Zur Kirchengemeinde gehörte ursprünglich nur der Teil von Gräfenbuch, der südlich des Sulzbachs war. Das Patronat übte der Bischof von Eichstätt aus. Das Hochstift Eichstätt stellte auch nach der Reformation die Heiligenpfleger und war immer noch für die Heiligenrechnung (Kirchenverwaltung) zuständig, da es weiterhin die Dorf- und Gemeindeherrschaft (DGH) in Gräfenbuch innehatte. Die Herren von Seckendorff, die in Gräfenbuch ebenfalls begütert waren, stellten auch einen Heiligenpfleger. Wie aus einer Pfarrbeschreibung des Jahres 1864 hervorgeht, verwalteten Eichstätter Beamten das Kirchenvermögen von St. Peter und Paul bis in die jüngste Zeit, selbst als ihre DGH längst erloschen war. Auch der Eichstätter Bischof bestand auf sein Patronatsrecht und forderte einen Teil des Zehnten ein, der in früheren Zeiten zur Finanzierung eines Geistlichen benötigt wurde. Dagegen erhoben Ansbacher Beamten förmlichen Protest. 1812 wurde der Teil von Gräfenbuch, der nördlich des Sulzbachs lag, von St. Maria (Obersulzbach) nach St. Margaretha umgepfarrt.
St. Peter und Paul ist eine Kirchengemeinde mit eigenem Kirchenvorstand. Alle zwei Wochen findet ein sonntäglicher Gottesdienst statt.

## Kirchengebäude
Die Chorturmkirche wurde aus Bruchstein- und Quadermauerwerk errichtet und ist verputzt. Der gotische Chorturm im Osten und die an der Nordseite anschließende Sakristei ist ursprünglich. Das Langhaus wurde 1713 erneuert. Der Chorturm hat einen quadratischen Grundriss und an der Südseite ein Rechteckfenster. Im Glockengeschoss hat er an der Süd-, Ost- und Nordseite Stichbogenschallöffnungen unterschiedlicher Größe und ein Ziffernblatt an der Nord- und Südseite. Er schließt mit einem Pyramidendach ab. Das Langhaus hat ein Satteldach, dessen First sich auf der Höhe des Glockengeschosses befindet, und eine Fledermausgaube auf der Nordseite. Es hat an der Nord- und Südseite zum Chorturm hin eine Achse Rechteckfenster, an der Südseite ein weiteres kleines Rechteckfenster, darüber ein Stichbogenfenster, an der Nordseite befinden sich ein Ochsenauge und ein Rechteckportal. Um die Kirche herum befindet sich der Friedhof mit Ummauerung.
Der Saal ist einschiffig und hat an der West- und Nordseite eine Holzempore eingezogen. Die Emporenbrüstung weist Gemälde der Zwölf Apostel mit ihren Erkennungsmerkmalen auf. In der Südostecke des Saalbaues steht eine Holzkanzel, wohl Anfang des 18. Jahrhunderts, mit marmoriertem polygonalem Korb. An der Ostseite ist der Saal durch ein Rundbogenarkade mit dem Chor verbunden. Im kreuzgratgewölbten Chor steht der Altar mit Kruzifix als Aufsatz.